# Azazel (téléfilm)
Pour les articles homonymes, voir Azazel (homonymie).
Pour plus de détails, voir Fiche technique et Distribution.
Azazel (en russe : Азазель) est un téléfilm russe d'Aleksandr Adabachyan sorti en 2002. Il est adapté du roman Azazel (en) de Boris Akounine.

## Fiche technique
- Titre : Azazel
- Réalisation : Aleksandr Adabachyan
- Scénario : Boris Akounine
- Musique : Vladimir Dachkevitch
- Photographie : Mikhaïl Agranovitch, Pavel Lebechev
- Décors : Ilya Amursky, Vera Dobrosmyslova
- Maquillage : Natalia Gorina, Galina Koroliova
- Son : Marina Nigmatulina
- Production : Konstantin Ernst
- Pays : Russie
- Genre : film d'aventure
- Sortie : 2002

## Distribution
- Ilya Noskov (ru) : Erast Petrovich Fandorin
- Sergueï Bezroukov : Ivan Franzevich Brilling
- Marina Aleksandrova : Elizaveta von Evert-Kolokoltseva
- Oleg Bassilachvili : General Mizinov
- Sergueï Chonichvili (ru) : Ippolit Alexandrovich Zurov
- Marina Neïolova : Lady Esther
- Iouri Avcharov (ru) : Georg
- Felix Antipov (ru) : Xavery Feofilaktovich Grushin
- Larisa Boruchko : Amalia Kazimirovna Bezhetskaya
- Dmitry Burkhankin (ru) : Kokorin
- Valentin Goloubenko (ru) : Klaus
- Evguéni Grichkovets : Achimas Velde